# Filipijnen op de Olympische Zomerspelen 1960
De Filipijnen namen deel aan de Olympische Zomerspelen 1960 in Rome, Italië. Voor de vierde keer op rij werd geen medaille behaald.

## Resultaten per onderdeel

### Atletiek
| Olympiër                                                  | Discipline      | Resultaat | Prestatie                                         |
| --------------------------------------------------------- | --------------- | --------- | ------------------------------------------------- |
| Isaac Gómez                                               | 100m (m)        | 39e       | serie 2: 5de in 11,0                              |
| Enrique Bautista                                          | 200m (m)        | 56e       | serie 8: 5de in 23,0                              |
| Claro Pellosis                                            | 400m (m)        | 51e       | serie 6: 6de in 51,4                              |
| Enrique Bautista Isaac Gómez Rogelio Onofre Remegio Vista | 4x100m (m)      | 13e       | serie 2: 4de in 41,55                             |
|                                                           |                 |           |                                                   |
| Mona Sulaiman                                             | 100m (v)        | 21e       | serie 2: 2de in 12,40 kwartfinale 1: 6de in 12,54 |
| Mona Sulaiman                                             | 200m (v)        | 27e       | serie 4: 4de in 25,98                             |
| Visitación Badana                                         | verspringen (v) | 24e       | kwalificatie: 24ste met 5,59m                     |

### Basketbal
| Olympiër | Discipline | Resultaat | Prestatie |
| --- | ---------- | --------- | --- |
| Emilio Achacoso Kurt Bachmann Carlos Badion Narciso Bernardo Geronimo "Gerry" Cruz Felix Flores Alfonso "Boy" Marquez Edgardo Ocampo Constancio Ortiz Edgardo Pacheco Cristobal Ramas Edgardo Roque | mannen     | 11e       | voorronde groep D: 3de V van Polen: 68-86 W van Spanje: 84-82 V van Uruguay: 76-80 groep 9-16de: 2de W van Puerto Rico: 82-80 V van Hongarije: 70-81 groep 9-12de: 3de V van Frankrijk: 75-122 W van Mexico: 65-64 |

| Voorronde Groep D |            |             |             |             |        |        |        |        |
| #                 | Land       | Wedstrijden | Wedstrijden | Wedstrijden | Punten | Punten | Punten | Punten |
| #                 | Land       | G           | W           | V           | V      | T      | Saldo  | Punten |
| 1                 | Uruguay    | 3           | 2           | 1           | 228    | 225    | +3     | 5      |
| 2                 | Polen      | 3           | 2           | 1           | 233    | 207    | +26    | 5      |
| 3                 | Filipijnen | 3           | 1           | 2           | 228    | 248    | -20    | 4      |
| 4                 | Spanje     | 3           | 1           | 2           | 222    | 231    | -9     | 4      |

| Ronde       | Datum | Plaats     | Land  | Score      | Land |
| ----------- | ----- | ---------- | ----- | ---------- | ---- |
| Groepsfase  |       |            |       |            |      |
| 26 augustus | Rome  | Filipijnen | 68-86 | Polen      |      |
| 27 augustus | Rome  | Spanje     | 82-84 | Filipijnen |      |
| 29 augustus | Rome  | Uruguay    | 80-76 | Filipijnen |      |

| groep 9-16de |             |             |             |             |        |        |        |        |
| #            | Land        | Wedstrijden | Wedstrijden | Wedstrijden | Punten | Punten | Punten | Punten |
| #            | Land        | G           | W           | V           | V      | T      | Saldo  | Punten |
| 1            | Hongarije   | 3           | 3           | 0           | 167    | 150    | +17    | 6      |
| 2            | Filipijnen  | 3           | 2           | 1           | 154    | 161    | -7     | 5      |
| 3            | Puerto Rico | 3           | 1           | 2           | 162    | 166    | -4     | 4      |
| 4            | Bulgarije   | 3           | 0           | 3           | 0      | 6      | -6     | 0      |

| Ronde       | Datum | Plaats     | Land  | Score       | Land |
| ----------- | ----- | ---------- | ----- | ----------- | ---- |
| Groepsfase  |       |            |       |             |      |
| 1 september | Rome  | Filipijnen | 82-80 | Puerto Rico |      |
| 2 september | Rome  | Hongarije  | 81-70 | Filipijnen  |      |

| groep 9-12de |            |             |             |             |        |        |        |        |
| #            | Land       | Wedstrijden | Wedstrijden | Wedstrijden | Punten | Punten | Punten | Punten |
| #            | Land       | G           | W           | V           | V      | T      | Saldo  | Punten |
| 1            | Hongarije  | 3           | 2           | 1           | 212    | 209    | +3     | 5      |
| 2            | Frankrijk  | 3           | 2           | 1           | 283    | 211    | +72    | 5      |
| 3            | Filipijnen | 3           | 1           | 2           | 210    | 267    | -57    | 4      |
| 4            | Mexico     | 3           | 1           | 2           | 195    | 213    | -18    | 4      |

| Ronde        | Datum | Plaats     | Land   | Score      | Land |
| ------------ | ----- | ---------- | ------ | ---------- | ---- |
| Groepsfase   |       |            |        |            |      |
| 8 september  | Rome  | Frankrijk  | 122-75 | Filipijnen |      |
| 10 september | Rome  | Filipijnen | 65-64  | Mexico     |      |

### Boksen
| Olympiër          | Discipline | Resultaat | Prestatie                                   |
| ----------------- | ---------- | --------- | ------------------------------------------- |
| Segundo Macalalad | -51kg (m)  | 17e       | 1ste ronde: vrij 2de ronde: V van ARG Botta |

### Gewichtheffen
| Olympiër       | Discipline | Resultaat | Prestatie                                                                            |
| -------------- | ---------- | --------- | ------------------------------------------------------------------------------------ |
| Alberto Canlas | -56kg (m)  | DNF       | drukken: 16de met 85kg trekken: 18de met 82,5kg stoten: geen geldige poging          |
| Alberto Nogar  | -60kg (m)  | 8e        | drukken: 9de met 97,5kg trekken: 7de met 100kg stoten: 10de met 127,kg totaal: 325kg |

### Schietsport
| Olympiër          | Discipline                  | Resultaat    | Prestatie                                                                                                |
| ----------------- | --------------------------- | ------------ | --- |
| Hernando Castelo  | 50m geweer liggend (m)      | 17e          | kwalificatie groep 1: 19de met 383 punten (94-94-97-98) finale: 52ste met 566 punten (96-93-95-93-94-95) |
| César Jayme       | 50m geweer liggend (m)      | 17e          | kwalificatie groep 2: 17de met 382 punten (91-95-97-99) finale: 44ste met 571 punten (94-94-99-93-94-97) |
| Bernardo San Juan | 50m geweer 3 houdingen (m)  | 17e          | kwalificatie groep 1: 23ste met 536 punten (189-180-167) finale: 51ste met 1083 punten (382-367-334)     |
| Adolfo Feliciano  | 50m geweer 3 houdingen (m)  | 17e          | kwalificatie groep 2: 25ste met 533 punten (190-178-165) finale: 40ste met 1103 punten (387-365-351)     |
| Adolfo Feliciano  | 300m geweer 3 houdingen (m) | 28e          | kwalificatie groep 1: 6de met 555 punten (193-179-183) finale: 28ste met 1072 punten                     |
| José Agdamag      | 50m pistool (m)             | 53e          | kwalificatie: 23ste met 332 punten (84-81-84-83) finale: 53ste met 490 punten (82-85-87-80-81-75)        |
| Horacio Miranda   | 25m snelvuurpistool (m)     | 53e          | 531 punten (265-266)                                                                                     |
| Horacio Miranda   | trap (m)                    | kwalificatie | |

### Zeilen
| Olympiër                                              | Discipline | Resultaat | Prestatie                            |
| ----------------------------------------------------- | ---------- | --------- | ------------------------------------ |
| Fausto Preysler Jesus M. Villareal Francisco Gonzales | -51kg (m)  | 24e       | 1215 punten: (20-25-23-20-18-23-DNS) |

### Zwemmen
| Olympiër                                                    | Discipline            | Resultaat | Prestatie               |
| ----------------------------------------------------------- | --------------------- | --------- | ----------------------- |
| Freddie Elizalde                                            | 100m vrije slag (m)   | 45e       | serie 5: 7de in 1.03,0  |
| Bana Sailani                                                | 400m vrije slag (m)   | 21e       | serie 6: 4de in 4.40,2  |
| Bana Sailani                                                | 1500m vrije slag (m)  | 10e       | serie 5: 2de in 18.18,8 |
| Lorenzo Cortez                                              | 100m rugslag (m)      | 31e       | serie 4: 6de in 1.08,7  |
| Antonio Saloso                                              | 200m schoolslag (m)   | 34e       | serie 1: 5de in 2.53,3  |
| Amir Hussin Hamsain                                         | 200m vlinderslag (m)  | 22e       | serie 3: 4de in 2.27,9  |
| Ahiron Radjae                                               | 200m vlinderslag (m)  | 31e       | serie 4: 6de in 2.39,8  |
| Lorenzo Cortez Freddie Elizalde Bana Sailani Antonio Saloso | 4x100m wisselslag (m) | 15e       | serie 2: 5de in 4.28,0  |
|                                                             |                       |           |                         |
| Haydée Coloso                                               | 100m vrije slag (v)   | 26e       | serie 4: 6de in 1.07,8  |
| Gertrudes Lozada                                            | 100m vlinderslag (v)  | DNS       | serie 2: niet gestart   |

Afghanistan · Argentinië · Australië · Bahama's · België · Bermuda · Birma · Brazilië · Brits-Guiana · Bulgarije · Canada · Ceylon · Chili · Colombia · Cuba · Denemarken · Duits eenheidsteam · Ethiopië · Fiji · Filipijnen · Finland · Frankrijk · Ghana · Griekenland · Groot-Brittannië · Haïti · Hongarije · Hongkong · Ierland · IJsland · India · Indonesië · Irak · Iran · Israël · Italië · Japan · Joegoslavië · Kenia · Libanon · Liberia · Liechtenstein · Luxemburg · Malakka · Malta · Marokko · Mexico · Monaco · Nederland · Nederlandse Antillen · Nieuw-Zeeland · Nigeria · Noorwegen · Oeganda · Oostenrijk · Pakistan · Panama · Peru · Polen · Portugal · Puerto Rico · Roemenië · San Marino · Singapore · Soedan · Sovjet-Unie · Spanje · Suriname · Taiwan · Thailand · Tsjecho-Slowakije · Tunesië · Turkije · Uruguay · Venezuela · Verenigde Arabische Republiek · Verenigde Staten · Vietnam · West-Indische Federatie · Zuid-Afrika · Zuid-Korea · Zuid-Rhodesië · Zweden · Zwitserland